# جيل ويلان
جيل ويلان (بالإنجليزية: Jill Whelan)‏ هي مغنية وممثلة أمريكية، ولدت في 29 سبتمبر 1966 بأوكلاند في الولايات المتحدة.

## أعمال

### أفلام
- (1980) الطائرة![6][7][8]

### مسلسلات
- موردر
- قارب الحب

## وصلات خارجية
- جيل ويلان على موقع IMDb (الإنجليزية)
- جيل ويلان على موقع ألو سيني (الفرنسية)
- جيل ويلان على موقع أول موفي (الإنجليزية)
- جيل ويلان على موقع قاعدة بيانات الأفلام السويدية (السويدية)
- جيل ويلان على موقع قاعدة بيانات الفيلم (الإنجليزية)
- جيل ويلان على موقع كينوبويسك (الروسية)